# Gradimir Gojer
Gradimir Gojer (Mostar, 3. travnja 1951.) bosanskohercegovački je političar, pisac, redatelj i teatrolog.

## Životopis
Rođen je u Mostaru 3. ožujka 1951. godine. Od 1966. do 1970. pohađao je Arhitektonsko-tehničku školu u Mostaru. Godine 1975. diplomirao je na Filozofskom fakultetu u Sarajevu komparativnu književnost sa teatrologijom te 1976. kazališnu i radijsku režiju.
Od 1992. do 1994. bio je ministar bez portfelja u ratnoj Vladi Republike BiH te 200. godine dogradonačelnik Grada Sarajeva. Od 2001. do 2009. bio je ravnatelj Narodnog kazališta Sarajevo te od 2009. do 2013. Ministar kulture i športa Sarajevske županije.
Član je Društva pisaca BiH gdje je od 2002. do 2010. bio predsjednik Društva. Također je član Hrvatskog društva za znanost i umjetnost te počasni član Crnogorskog narodnog kazališta u Podgorici. Redovni je član Academia Balkanica Europeana te Akademije znanosti i umjetnosti „Kulin Ban”.
Jedan je od osnivača Mostarskog teatra mladih i Sarajevskog ratnog teatra – SARTR-a. Osnivač je i organizator manifestacije Teatarske molitve za mir (1992.–1995.). Knjige su mu prevođene na makedonski, engleski, norveški, poljski i rumunjski jezik.

### Članci
- Gradimir Gojer. Bosanska akademija nauka i umjetnosti „Kulin ban“. Pristupljeno 22. svibnja 2025.